# Cirrophthirius
Cirrophthirius är ett släkte av insekter som beskrevs av Günter Timmermann 1953. Cirrophthirius ingår i familjen fjäderlöss.
Släktet innehåller bara arten Cirrophthirius recurvirostrae.